# Orthomene schomburgkii
Orthomene schomburgkii är en tvåhjärtbladig växtart som först beskrevs av John Miers, och fick sitt nu gällande namn av Rupert Charles Barneby och Krukoff. Orthomene schomburgkii ingår i släktet Orthomene och familjen Menispermaceae. Inga underarter finns listade i Catalogue of Life.